# Pahuyuth
Pahuyuth ist eine südostasiatische Kampfkunst und Nahkampfmethode.

## Ursprung und Geschichte

### Die alten Freikämpfer – ca. 2.500 v. Chr. bis 1782 n. Chr.
Die erste Erwähnung des Pahuyuth reicht bis ca. 2500 v. Chr. zurück, als die Vorfahren der heutigen Thai sich gegen zunehmende Besetzungen und Gebietsübernahmen zur Wehr setzten. Dabei entdeckten sie die Grundlagen der Kampfkunst, des Saiyasart und der Heilkunde. Im Verlauf ihrer Völkerwanderung nach Süden nahmen die Thai das Pahuyuth mit in das Gebiet des heutigen Thailands mit. Dabei war das Wissen der alten Freikämpfer jedoch nicht nur auf das Thai-Volk beschränkt; seit jeher gab es bei den Freikämpfern Angehörige verschiedener Ethnien und Herkünfte. Nicht selten wurden entlaufene Sklaven, Leibeigene oder Deserteure in die Reihen der Freikämpfer aufgenommen und erhielten dadurch eine Chance auf ein Leben in Frieden und Freiheit. Allen Freikämpfern gemein war ihre Neigung zur Staatsferne. Als paramilitärische Guerillakämpfer und Kommandotruppen verteidigten sie das Land gegen Invasoren; sie waren jedoch so gut wie nie Teil des regulären Militärs oder strebten politische Ämter an. Vielmehr zogen sie es vor, ihren Lebensunterhalt als namenlose Söldner (daher die Bezeichnung „Freie Kämpfer“ bzw. „Freikämpfer“) oder Wanderheiler zu bestreiten. Einige lebten abgeschieden in der Wildnis (Ruesi, Dschungelprediger) oder zogen sich als Mönche in Tempel zurück.

### Der Rückzug der alten Freikämpfer – 1782 n. Chr. bis 1975
Über Jahrhunderte hinweg waren die alten Freikämpfer maßgeblich an der historischen Entwicklung Südostasiens beteiligt. Etliche Schlachten und Feldzüge konnten mit ihrer Hilfe gewonnen und das Land erfolgreich gegen Invasoren verteidigt werden. Mit der Hinrichtung von König Tak Sin im Jahr 1782 n. Chr. fand die Ära der alten Freikämpfer jedoch ein abruptes Ende. Aus Angst vor politischen Verfolgungen zogen sich die noch verbliebenen Freikämpfer (Pahuyuth) aus dem Licht der Öffentlichkeit zurück und gingen in den Untergrund. Westliche Einflüsse und die steigende Anzahl europäischer Söldner mit modernen Schusswaffen im Land führten viele der alten Lehrer zu der Ansicht, dass ihr Wissen nicht mehr länger gebraucht wird. Etliche nahmen ihre Geheimnisse mit ins Grab. Jene, die ihr Wissen weitergaben, taten es im Geheimen und fernab des königlichen Hofes. Pahuyuth, die uralte Kampfkunst des Volkes, verschwand nach und nach aus dem Licht der Öffentlichkeit und wurde zu einer Legende der Vergangenheit. Die Existenz der alten Freikämpfer und ihre Bedeutung für das Schicksal des Landes wurden aus den Geschichtsbüchern getilgt.

### Die Freikämpfer der Moderne – 1975 bis heute
Nachdem das Pahuyuth für mehr als 170 Jahre ausschließlich im Verborgenen existierte, war es fast gänzlich aus dem kollektiven Gedächtnis der Thai verschwunden. Jene, die zu dieser Zeit noch vom Pahuyuth gehört hatten oder ihm begegnet waren, konnten oder wollten nicht darüber sprechen. Im Jahr 1952 entschied ein Konvent der noch lebenden Pahuyuth-Lehrer, dass die Kampfkunst zu reformieren und so für künftige Generationen zu bewahren sei. Dies war die Grundlage für das heutige Lehrkonzept des Pahuyuth und folglich die Basis für die Entwicklung des Pahuyuth-Kompendiums. Eine Freikämpfergeneration später siedelte ein Pahuyuth-Lehrer von Thailand nach Deutschland um und gründete im Jahr 1975 eine neue und für jeden zugängliche Schule in Berlin. Frei von den kulturellen, gesellschaftlichen und politischen Einflüssen Südostasiens, konnte hier eine neue Generation von Pahuyuth-Freikämpfern entstehen. Dies war der Beginn der Pahuyuth-Schule in Berlin, die bis heute besteht. Ihr Zweck ist der Schutz und die Pflege überlieferten Freikämpfer-Wissens durch Aufklärung und Unterrichtung. Die Pahuyuth-Schule ist die einzige Lehrstätte weltweit, in der das Pahuyuth-Wissen in vollem Umfang gelehrt und praktiziert wird.

## Pahuyuth-Disziplinen
Pahuyuth besteht aus zwei waffenlosen Kampfarten und fünf Waffenkampfarten. Unbewaffnetes Pahuyuth bezeichnet man als Ling Lom, während bewaffnetes Pahuyuth unter dem Oberbegriff Awud bzw. Duey Awud zusammengefasst wird.

### Muai
Muai ist ein Stehkampf unter Verwendung der vier körpereigenen Waffenarten Faust, Fuß, Ellenbogen und Knie.

### Ling Lom
Ling Lom (Affe-Luft bzw. Luftwaffe) ist waffenloses Pahuyuth unter Verwendung aller körpereigenen Möglichkeiten und Gegebenheiten.

### Mied
Mied (Messer) ist ein Waffenkampf mit handlangen Gegenständen, wie beispielsweise Messern, Beilen oder Sicheln.

### Maih Zoog
Maih Zoog (Schild) ist ein Waffenkampf mit unterarmlangen Objekten, die zum Angriff oder zur Verteidigung eingesetzt werden können.

### Dab
Dab (Schwert) ist ein Waffenkampf mit armlangen Gegenständen als improvisierte Waffen und Schwerter.

### Grabong
Grabong (Stock) ist ein Waffenkampf mit körperlangen Gegenständen, wie Stöcken, Speeren oder Besenstielen als improvisierte Waffen.

### Sabei
Sabei (Tuch) ist ein Waffenkampf mit weichen Gegenständen, wie Peitschen, Seilen, Fischernetzen und Stoffschärpen, die als improvisierte Waffen genutzt werden.

## Pahuyuth-Gurtstufen
Pahuyuth verfügt über ein einzigartiges, traditionelles Gurtsystem. Anders als in anderen Kampfkünsten und Kampfsportarten, wird dadurch jedoch keine hierarchische Struktur vorgegeben. Die Gurte im Pahuyuth dienen lediglich der Kenntlichmachung des aktuellen Kenntnisstandes des Trägers innerhalb seiner Disziplin.

### Gelbgurt (Probeschüler)
In früherer Zeit mussten sich Pahuyuth-Schüler bei einem Lehrer bewerben, indem sie sich beispielsweise als Tempelnovizen (Dek Wat, Kirchenkind) betätigten. Anfänglich wurde jeder dieser Schüler lediglich zur Probe aufgenommen, um zunächst seinen Charakter und sein Gedankengut zu prüfen. Dabei vermittelten die alten Lehrer zwar den Einblick in das Kampfwissen (z. B. durch Konditionsübungen), jedoch keine konkreten Kampftechniken, um einen möglichen Missbrauch zu verhindern. Erst in einer späteren Phase entschied der Lehrer, ob und inwieweit es ihm möglich sei, dem Novizen die erbetenen Kenntnisse zu vermitteln und ihn als vollwertigen Schüler aufzunehmen. In Anlehnung an die buddhistischen Gewänder der Tempelnovizen, tragen Pahuyuth-Probeschüler (Lugsidt Todlong) auch heute noch einen goldgelben Gurt.

### Grüngurt (Schüler der Anfängerstufe)
Pahuyuth war stets die Kampfmethode der einfachen Leute, den ersten Opfern von unbarmherzig brutaler Gewalt und Sklaverei, die das Kampfwissen in etlichen kriegerischen Konflikten gegen zumeist stärkere Gegner fortentwickelt haben. In Kriegszeiten wurden früher einfache Bürger, Bauern und Fischer zur Verteidigung des Landes in die Armee einberufen und nach dem Ende der Auseinandersetzungen wieder entlassen, ohne reguläre Soldaten zu werden. Zu Ehren dieser Krieger tragen Pahuyuth-Schüler der Basisstufe eine smaragdgrüne Gurtfarbe, die an den Wald und an ländliche Gegenden erinnern soll. In der Basisstufe lernen Pahuyuth-Schüler die elementaren Grundtechniken der von ihnen selbst gewählten Kampfdisziplinen.

### Weißgurt (Schüler der Aneignungsstufe)
Das Kampfwissen des Pahuyuth wird traditionell mit einem reinen, weißen Tuch verglichen, das sich erst durch seine Verwendung verfärbt. Um Pahuyuth-Schüler der Mittelstufe auf den Unterschied zwischen dem Wissen und dessen Nutzen bzw. dessen Verwendung hinzuweisen, tragen sie weiße Gurte. Schüler der Mittelstufe verfeinern ihre Grundtechniken und beginnen mit der Entwicklung ihres eigenen Kampfstiles, insbesondere durch die Weitergabe und Vermittlung ihrer erlangten Kenntnisse an jüngere Schüler.

### Schwarzgurt (Schüler der Anwendungsstufe)
In früheren Zeiten galten die Träger des schwarzen Gurtes als Vollstrecker und besonders ausgebildete Kämpfer (Spezialeinheiten). Im philosophischen Wesenskern ist mit dieser Farbe jedoch vor allem der eigene Schatten gemeint, aus dem die Schüler der höheren Stufe hinaustreten mögen. Sie tun dies, indem sie ihren persönlichen Kampfstil entwickeln und sich sowohl körperlich als auch mental von der Kampfmethodik des Pahuyuth lösen. Schüler der Oberstufe spezialisieren ihre Techniken und erlangen Selbsterkenntnis durch die Weitergabe und Vermittlung ihres Wissens.

### Blaugurt (Angehender Lehrer)
Die Farbe Blau wird oft mit herrschaftlicher Obrigkeit und Adel gleichgesetzt. Dahinter steht jedoch weniger die Auszeichnung einer vermeintlich höher gestellten Person (im Pahuyuth sind alle Menschen grundsätzlich gleich), sondern viel mehr der Hinweis an den Träger eines solchen Gurtes, sich mit seinem Status und der daraus folgenden Verantwortung als Kämpfer und als Mensch auseinanderzusetzen, um seine persönliche Selbstfindung und Erkenntnis voranzutreiben. Blaugurte sind in ihrer jeweiligen Disziplin vollendete Kämpfer, die somit keinen Schülerstatus mehr innehaben, jedoch auch noch keine Lehrer sind.

### Rotgurt (Lehrer)
Seit je her war rot die Farbe des Volkes und des Blutes. Zu ehren all jener, die für den Frieden und die Freiheit gestorben sind, tragen Pahuyuth-Lehrer einen roten Gurt. Ein Lehrer im Verständnis des Pahuyuth ist niemals ein „Meister“ oder „Herrscher“ über seine Schüler, sondern immer nur ein einfacher, aber erfahrener Kämpfer und Mensch, der sein Wissen bereitwillig und stets mit einem empfehlenden Charakter teilt. Die Rolle des Lehrers gleicht dabei der eines Fährmanns, der selbst bereits einen reißenden Strom überquert hat und nun anderen bei ihrer Überfahrt behilflich ist.

### Gelbgrüngurt (Sondergraduierung)
Der Gelbgrüngurt ist eine Sondergraduierung für aufgenommene Schüler, die das vierzehnte Lebensjahr noch nicht vollendet haben. Gelbgrüngurte haben alle Rechte und Pflichten eines Grüngurtes. Lediglich ein kurzer gelber Streifen am Ende ihres Grüngurtes weist auf ihren besonderen Status hin. Bei Vollendung des vierzehnten Lebensjahres entfällt dieser.